# Котиргаші
Котиргаші (рум. Cotârgași) — село у повіті Сучава в Румунії. Адміністративно підпорядковане місту Броштень.
Село розташоване на відстані 315 км на північ від Бухареста, 56 км на південний захід від Сучави, 138 км на захід від Ясс.

## Населення
За даними перепису населення 2002 року у селі проживали 1260 осіб, з них 1259 осіб (99,9%) румунів. Усі жителі села рідною мовою назвали румунську.